# Elfstedenronde 2025
L'Elfstedenronde 2025, quarantaduesima edizione della corsa e valida come prova dell'UCI Europe Tour 2025 categoria 1.1, si svolse il 15 giugno 2025 su un percorso di 196 km, con partenza e arrivo a Bruges, in Belgio. La vittoria fu appannaggio del francese Paul Magnier, il quale completò il percorso in 4h06'29", alla media di 47,711 km/h, precedendo il belga Jasper Philipsen e l'italiano Elia Viviani.
Sul traguardo di Bruges 163 ciclisti, dei 169 partiti dalla medesima località, portarono a termine la competizione.

## Squadre e corridori partecipanti
| N.      | Cod. | Squadra                |
| ------- | ---- | ---------------------- |
| 1-7     | UXM  | Uno-X Mobility         |
| 11-17   | ADC  | Alpecin-Deceuninck     |
| 21-27   | IWA  | Intermarché-Wanty      |
| 31-37   | SOQ  | Soudal Quick-Step      |
| 41-47   | ARK  | Arkéa-B&B Hotels       |
| 51-56   | COF  | Cofidis                |
| 61-67   | JAY  | Team Jayco AlUla       |
| 71-77   | XAT  | XDS Astana Team        |
| 81-87   | LOT  | Lotto                  |
| 91-97   | TFB  | Team Flanders-Baloise  |
| 101-107 | TUD  | Tudor Pro Cycling Team |
| 112-117 | CJR  | Caja Rural-Seguros RGA |
| 121-127 | EUS  | Euskaltel-Euskadi      |

| N.      | Cod. | Squadra                             |
| ------- | ---- | ----------------------------------- |
| 131-137 | IPT  | Israel-Premier Tech                 |
| 141-147 | TEN  | TotalEnergies                       |
| 151-157 | RKT  | Unibet Tietema Rockets              |
| 161-167 | WB2  | Wagner Bazin WB                     |
| 171-177 | BGL  | Baloise Glowi Lions                 |
| 181-187 | PSC  | Pauwels Sauzen-Cibel Clementines    |
| 191-197 | A6D  | Atom 6 Bikes-Decca Continental Team |
| 201-207 | BCY  | Beat Cycling Team                   |
| 211-217 | MET  | Metec-Solarwatt p/b Mantel          |
| 221-227 | TIS  | Tarteletto-Isorex                   |
| 231-236 | VRR  | Van Rysel-Roubaix                   |
| 241-247 | VWT  | VolkerWessels Cycling Team          |

## Ordine d'arrivo (Top 10)
| Pos. | Corridore          | Squadra       | Tempo    |
| ---- | ------------------ | ------------- | -------- |
| 1    | Paul Magnier       | Soudal        | 4h06'29" |
| 2    | Jasper Philipsen   | Alpecin       | s.t.     |
| 3    | Elia Viviani       | Lotto         | s.t.     |
| 4    | Oded Kogut         | Israel        | s.t.     |
| 5    | Joes Oosterlinck   | VolkerWessels | s.t.     |
| 6    | Arnaud Démare      | Arkéa         | s.t.     |
| 7    | Alexander Kristoff | Uno-X         | s.t.     |
| 8    | Paul Hennequin     | Euskaltel     | s.t.     |
| 9    | Gleb Syrica        | XDS           | s.t.     |
| 10   | D. Groenewegen     | Jayco         | s.t.     |